# Украинци в Северна Македония
Украинците в Северна Македония (на украински: Українці в Північної Македонії, на македонска литературна норма: Украинци во Северна Македонија) са една от етническите групи в Северна Македония, формирана под влияние на исторически и политически причини. Повечето украинци в Северна Македония са потомци на емигранти от бившата Руска и Австро-Унгарска империя, имигранти на Балканите в резултат на гражданската война в Русия, двете световни войни и сталинистки репресии.
Според резултатите от преброяването през 2002 г. в Северна Македония живеят около 100 етнически украинци, но реалният им брой значително по-голям, тъй като не всички от тях са се самоопределят като украинци според преброяванията на населението в социалистическа Югославия, а след това и в независима Македония. Компактни групи етнически украинци в Северна Македония населяват столицата – град Скопие, както и градовете Битоля, Охрид, Ресен, Делчево.
Към 31 декември 2020 г. в Консулската служба на Посолството на Украйна в Северна Македония са регистрирани най-малко 71 души, толкова граждани са регистрирани като избиратели в избирателната секция в съответната дипломатическа институция.
В Северна Македония са регистрирани официално две украински организации:
- Дружество за македоно-украинско приятелство и сътрудничество, регистрирано на 22 ноември 1994 г.
- Дружеството на украинците в Република Македония, официално регистрирано на 26 март 2004 г.